# Kristian Gjessing
Kristian Gjessing (født 15. januar 1978 i Skjern) er en dansk tidligere håndboldspiller. Han har tidligere spillet i HC Midtjylland, Skjern Håndbold, spanske BM Altea og AaB Håndbold.
Kristian Gjessing der har spillet 52 A landskampe og med ikke færre end 400 kampe for Skjern Håndbold, og med ophold i Spanien og Aalborg Håndbold var det en spiller med stor erfaring og kapacitet.
Han indstillede karrieren i 2017.